# Посохов Сергій Іванович
Сергі́й Іва́нович Посо́хов (нар.19 липня 1964 року, Харків) — доктор історичних наук, професор екс-декан історичного факультету Харківського національного університету ім. В. Н. Каразіна, заслужений працівник освіти України.

## Біографія
Народився у Харкові 19 липня 1964 р. У 1986 р. з відзнакою закінчив історичний факультет ХДУ. В 1986 — 1990 рр. працював учителем, старшим учителем історії та суспільствознавства в СШ № 53 м. Харкова.
З 1990 р.- викладач кафедри історіографії, джерелознавства та археології.
У 1989 — 1993 рр. навчався в аспірантурі при цій кафедрі. В 1993 р. захистив кандидатську дисертацію «Соціальна історія радянської науки (кінець 1920-х — початок 1940-х рр.): проблеми історіографії» (Дніпропетровський держуніверситет, наукові керівники — проф. Ю. Й. Журавський, доц. С. М. Куделко).
У 1996 р. затверджений у званні доцента. Читає загальні курси: спеціальні історичні дисципліни, основи історіографії, історіографія історії СРСР, спецкурси: «Джерелознавство та історіографічний матеріал у шкільному курсі вітчизняної історії», «Історична термінологія», «Історична освіта та історична наука в Харківському університеті» та ін. Опублікував понад 150 наукових, науково-популярних праць та методичних посібників. З 1995 по 1997 р.- заступник декана з наукової роботи.
В 1997 р.- заступник проректора з навчальної роботи. З 1997 р.- декан факультету, голова Ради історичного факультету, відповідальний редактор «Вестника ХГУ» (серія «Історія»), збірки праць молодих учених «Актуальні питання вітчизняної та всесвітньої історії». Відповідальний секретар редколегії «Харьковского биографического словаря». В 1998 р. став лауреатом харківської муніципальної премії в галузі краєзнавства ім. Д. І. Багалія. В 1995 р. удостоєний звання Почесного члена Всеукраїнської спілки краєзнавців, у 1998 р. нагороджений знаком «Відмінник освіти України». В складі кафедри був відзначений Республіканською премією ім. Д. Яворницького Всеукраїнської спілки краєзнавців (1997). У 1999 р. йому була присуджена премія ім. К. І. Рубинського. В 1999 р. обраний член-кореспондентом Всеукраїнської академії історичних наук. З 1995 р.- член правління Всеукраїнської спілки краєзнавців. Член топонімічної та геральдичної комісій при Харківському міськвиконкомі. Стипендіат Кабінету міністрів України в 1997 — 1998 рр. У 1999 р. нагороджений орденом «Нестора-літописця» УПЦ. З 2000 р.- директор Східно-регіонального відділу Центру пам'яткознавства НАН України і УТОПІК.
В 2006 р. захистив дисертацію на звання доктора історичних наук.
30 травня 2008 отримав атестат професора.
20 січня 2010 року присвоєно звання Заслуженого працівника освіти України.